# Ганс-Юрген Кернер
Ганс-Юрген Кернер (Hans-Jürgen Kerner) - видатний німецький, міжнародно-визнаний кримінолог - народився 8 грудня 1943р. у м. Херксхайм-бай-Ландау / Пфальц.
У 1963-1968 р.р. Г.-Ю. Кернер вивчав право в університетах Мюнхена, Берліна і Тюбінгена. У 1973 р. в університеті м. Тюбінген став доктором права. У 1975 р. у м. Тюбінген отримав дозвіл на викладання (Venia legendi) кримінології, правосуддя у справах неповнолітніх, кримінального права і процесу, кримінально-виконавчого права.
У 1975 р. став професором кримінології на юридичному факультеті в університеті м. Білефельд і членом Вченої Ради факультету. З 1977 р. він професор кримінології, права дітей та молоді, кримінально-виконавчого права Гамбурзького університету, а також директор семінару по праву дітей та допомоги молоді зазначеного університету. У 1979-1980 р.р. - він суддя на громадських засадах у складі Вищого Ганзейського суду (м. Гамбург). У 1980р. стає завідувачем кафедри кримінології в університеті м. Гайдельберг і директором Інституту кримінології того ж університету. У 1982-1984 р.р. - декан юридичного факультету Гайдельбергського університету.
Г.-Ю. Кернер був запрошеним професором кількох університетів: Саутгемптонського (Англія), Пекінського (Бейді) (Китай), Пенсільванського (США), Мельбурнського (Австралія) і Кембріджського (Англія).
Г.-Ю. Кернер в шлюбі з 1975 р., з 1963 р. - член католицького братства (katholische Studentenverbindung KDStV Tuiskonia München im CV).
У центрі наукової уваги Ганса-Юргена Кернера знаходяться порівняльні дослідження життєвих шляхів злочинців і злочинних кар'єр (Tübinger Jungtäter-Vergleichuntersuchung), заходи амбулаторного характеру, злочинність (в т. ч. рецидивна) неповнолітніх, прикладна кримінологія, статистика злочинності та організована злочинність.
Г.-Ю. Кернер є ініціатором створення кримінологічного банку даних «KrimDok». Цей перший у Німеччині банк даних кримінологічної літератури, він обслуговується Інститутом кримінології Тюбінгенського університету у співпраці з Інститутом кримінології Гейдельберзького університету. «KrimDok» - бібліографічна система обліку, яка відображає криминологическую літературу з усього світу. Найбільш повно представлені німецькомовні джерела - приблизно 138 000 назв.
З 1983 по 1986 р.р. Г.-Ю. Кернер був представником Федеративної Республіки Німеччина у науковому комітеті Європейського комітету з проблем злочинності (CDPC) Ради Європи в Страсбурзі. У 1982- 2009 р.р. він президент Асоціації соціальної роботи, кримінального права і політики з питань злочинності (DBH-Fachverband). Був одним з організаторів міжнародних кримінологічних конгресів у м. Відень у 1983 р., у м. Гамбург у 1988 р., у м.Будапешт у 1993р. і в м. Сеул у 1998 р. У 1987 - 1989 р. р. Г.-Ю. Кернер бере участь у роботі Комісії з питань насильства при Уряді ФРН, Комісії Уряду ФРН щодо «Першої періодичної доповіді про безпеку (2001 р.)», «Другої періодичної доповіді про безпеку (2006р.)». У 2004 - 2007 р.р. був співзасновником Європейського товариства кримінології (ESC), його обраним президентом, президентом - організатором 6-го Конгресу 2006 у м. Тюбінген.
Г. Ю. Кернер активний і в інших організаціях і асоціаціях: з 1993 р. він співзасновник і голова Німецького фонду щодо попередження злочинності та допомоги особам, які вчинили карні діяння; з 1993 р. - член дослідницької групи суспільства позасудового примирливого врегулювання конфлікту між злочинцем і його жертвою (університети Гіссена, Бремена, Гейдельберга, Констанца, Марбурга і Тюбінгена). З 1997 р. член науково-дослідної консультативної ради Інституту криміналістики Федерального управління кримінальної поліції у м. Вісбаден; з 1998р. - член Міжнародної дослідницької групи «Молодіжні групи і банди в Європі» (Євробачення); він постійний член Ради директорів Міжнародного товариства кримінології у м.Париж (ISC / sic); член спеціалізованої юридичної групи Німецького дослідницького товариства (DFG) та один з двох відібраних основних оцінювачів прикладних програм у галузі кримінології (термін повноважень  2008 - 2011р.р).
Г. Ю. Кернер є довічним членом низки фахових товариств: Міжнародного товариства кримінології; Американського товариства кримінології; Академії наук у галузі кримінального правосуддя; Китайського товариства досліджень злочинності неповнолітніх.
Г. Ю. Кернер  удостоєний наступних почестей і нагород:
- 1973р. - премія університету м. Тюбінген за особливо видатну дисертацію;
- 1990р. - орден «Хрест за заслуги з стрічкою» Федеративної Республіки Німеччини за тривалу самовіддачу у сфері кримінальної юстиції, пробації та добровільної допомоги особам, щовчинили злочини;
- 1999р. - премія подружжя Шелдон і Елеонори Глюк Американського товариства кримінології за видатні наукові заслуги в кримінології;
- 1999р. - довічний почесний президент Міжнародного товариства кримінології;
- 2002р. - нагорода Всекитайського товариства з дослідження злочинності неповнолітніх - за видатний внесок у міжнародні наукові обміни;
- 2008р.- лауреат премії Еміля Дюркгейма Міжнародного товариства кримінології за наукові праці, яким присвятив усе життя і, зокрема, за сприяння соціально-науковому розумінню злочинності та кримінології;
- 2008 р. - міжнародна академічна премія Відділу міжнародної кримінології Американського товариства кримінології за особливі досягнення у міжнародному кримінологічному співробітництві у сфері досліджень і навчання.

Кернер професійно володіє англійською мовою, має низку публікацій у фахових виданнях США і Великої Британії.